# Ragnvald Ulfsson
Ragnvald Ulfsson (commencement du XIe siècle) est un Jarl de Västergötland ou Östergötland marié avec Astrid, une sœur du roi Olav Tryggvason.

## Biographie

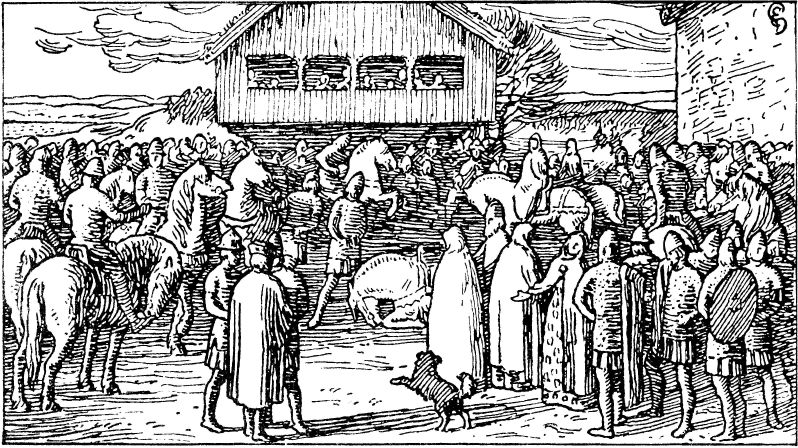
Ragnvald et Astrid arrivent à Sarpsborg.

Selon Snorri, Ragnvald est le fils de Ulf Tostesson élevé en fosterage par Þorgnýr le Lögsögumad. Par sa tante
Sigrid la Fière, il est le cousin du roi de Suède Olof Skötkonung. Il épouse Ingeborg Tryggvasdotter, fille de  Tryggve Olafsson, le fils de  Olaf Haraldsson Geirstadalf  et le petit fils du roi  Harald  à la Belle Chevelure.
Quand Olaf Haraldsson devient roi de Norvège en 1015, un conflit éclate avec les suédois et les forces norvégiennes pillent le Västergötland. Mais le roi Olaf de Norvège propose d'épouser la princesse Ingigerd Olofsdotter, la fille du roi de Suède Olof Skötkonung. Ce mariage permettra de rétablir la paix et cette union royale sera favorable à Ragnvald qui a des liens familiaux avec les deux parties,.
Au Thing de Gamla Uppsala, Ragnvald et son père adoptif Þorgnýr le Lögsögumad tente de persuader le roi Olof Skötkonung d'accorder sa fille, qui le souhaitait au roi Olaf. Lorsque le roi suédois refuse de donner sa fille à Olaf, Ragnvald réalise qu'il se trouve dans une situation délicate. Il est en disgrâce vis-à-vis du roi suédois, mais il doit également craindre la vengeance des norvégiens.
Lors d'une rencontre avec le scalde Sigvatr Þórðarson, Ragnvald apprend que le Prince Iaroslav le Sage de la Rus' de Kiev a demandé la main d'Ingigerd, et avancé l'idée qu'Olaf épouse Astrid Olofsdotter, une fille illégitime de Olof Skötkonung, qui se trouvait au côté de Ragnvald. Sigvat s'engage à transmettre le message au roi norvégien qui accepte que Ragnvald accompagne Astrid à Sarpsborg en Norvège pour l'épouser après la Noël de 1019.
Le roi Olof Skötkonung est tellement contrarié par ces événements qu'il envisage de destituer Ragnvald lors du prochain Thing. Cependant, après qu'Ingigerd Olofsdotter ait épousé  Iaroslav le Sage, elle reçoit de lui  Staraïa Ladoga (Aldeigjuborg) et l'Ingrie (Ingermanland) comme cadeau nuptial. Ingigerd réussi à faire de sorte Ragnvald devienne le jarl à la fois de Staraïa Ladoga et de l'Ingrie. De ce fait Olof Skötkonung laisse Ragnvald partir avec Ingigerd à l'été 1019,.

## Mariage
De son union avec Ingeborg Tryggvasdotter il a trois enfants :
1. Uleb Ragnvaldsson Jarl ;
2. Eilif Ragnvaldsson Jarl ;
3. Ostrida Ragnvalsdatter.

Il est également considéré comme le père du roi  Stenkil, né d'une union avec la norvégienne Astrid Njalsdottere. Toutefois cette assertion ne repose que sur des sources islandaises tardives, et l'identification de Ragnvald avec Ragnvald l'Ancien de la  Saga de Hervor et du roi Heidrekr.

## Les Sagas comme sources
Ragnvald est mentionné dans le poème skaldic Austrfaravísur, attribué à Sigvatr Þórðarson, scalde du roi Olaf Haraldsson de Norvège (Olaf le Saint), qui avait effectué des missions diplomatiques en Suède. Ce poème est inséré dans la
sagas du XIIIe siècle Fagrskinna et dans l'oeuvre de Snorri Sturluson l'Heimskringla. Par ailleurs le poème
, Fagrskinna mentionne brièvement Ragnvald, alors que l'Heimskringla contient un récit plus élaboré sur lui. Ce texte en prose du XIIIe siècle n'est pas considéré comme une source historiquement valable. Le récit de la Fagrskinna's sur l'union de Olaf le Saint
avec Ingigerd, et ces noces subséquentes avec Astrid, diffère de manière significative du récit de l'Heimskringla. Dans le récit de l' Fagrskinna's, Ragnvald ne joue pas un rôle important dans le déroulement de l'affaire.

## Sources
- (sv) Larsson, Lars-Ove (1993, 2000). Vem är vem i svensk historia, från år 1000 till 1900. Prisma, Stockholm.  (ISBN 91-518-3427-8).
- (sv) Larsson, Mats G (2002). Götarnas Riken : Upptäcktsfärder Till Sveriges Enande. Bokförlaget Atlantis AB  (ISBN 978-91-7486-641-4).
- (sv) Lagerquist, Lars O. (1997). Sveriges Regenter, från forntid till nutid. Norstedts, Stockholm.  (ISBN 91-1-963882-5).
- (sv) Anders Winroth (1995–1997) "Ragnvald Ulfsson", Svenskt Biografiskt Lexikon, volume 29, page 616.
- (sv) Theodor Wisén, révisé par Erik Brate (1915), "Ragnvald Ulfsson", Nordisk familjebok, volume 22, 913–914.